# Naartijoki
Naartijoki – å i östra Norrbottens kustland, Haparanda kommun. Längd ca 20 km, flodområde ca 80 km². 
Naartijoki rinner upp i skogs- och myrmarker nordväst om byn Naartijärvi och strömmar i huvudsak söderut. Slutligen går Naartijoki under E4 och mynnar ut i Säivisviken vid byn Säivis. Största biflödet är Sattaoja från höger.